# 豊前市立千束中学校
豊前市立千束中学校（ぶぜんしりつちづかちゅうがっこう）は、福岡県豊前市吉木にある公立中学校。2028年度までに八屋中、千束中、角田中を統合し「豊前中央中学校」が開校する予定。

## 教育目標

### 教育目標
- 規律ある学校生活を送り、確かな学力を身につける生徒の育成

### 目指す生徒像
- 自らの生き方を考え、進んで学習に取り組み、進路を選択できる生徒
- 自他の人権や個性を尊重し、お互いに励まし合い、ともに伸びようとする生徒
- 心身ともにたくましく、決まりをわきまえ、自分を律することができる生徒

## 学区
豊前市立山田小学校、豊前市立千束小学校、豊前市立黒土小学校、豊前市立横武小学校、豊前市立大村小学校のうち大字青畑の範囲。

## 交通
- JR九州 日豊本線 「宇島駅」から 徒歩約30分